# Estudi de factibilitat
En estudi de factibilitat s'avalua si un nou projecte, organització, producte o procediment és possible, tenint en compte tots els factors negatius i positius que hi poden influir. És la fase entre una idea i la seva realització, o no i una fase important en la gestió de projectes. Abans de portar a la pràctica o de llançar una producció a escala industrial, s'avalua segons els casos, si la idea és tècnicament possible, si les persones implicades són disponibles i disposades a col·laborar-hi, s'hi ha prou matèries primeres, si l'anàlisi de cost-benefici és positiva, quina és la viabilitat ecològica a mitjà i llarg termini, quin serà el grau d'aprovació o resistència de grups de pressió, al final, tots els elements que poden ajudar o frenar el projecte. Es pot procedir segons les necessitats a estudis parcials, es parla aleshores de factibilitat (o viabilitat) tècnica, econòmica…
Les competències per efectuar tal anàlisi són molt diferents, si es tracta, per exemple, d'un producte industrial, d'un gran projecte d'infraestructura, d'un nou procediment medical o de la reorganització d'un servei, empresa o administració. En qualsevol cas, és un treball multidisciplinari i per decomptat, és un document no solament útil sinó de rigor per motivar qualsevol persona que té poder de decisió (direcció, propietaris, inversors, polítics…).